# Рудрасена III
Рудрасена III — правитель саків з династії Західні Кшатрапи.